# タマオ (象)
タマオ（1968年頃 - 2006年8月8日）は、東京都日野市の多摩動物公園で飼育されていたオスのアフリカゾウである。タマオは生涯で2頭の子を儲け、「多摩動物公園のお父さんゾウ」として来園者に親しまれていた。

## 生涯
1971年、ゾウ購入のためアフリカに派遣された多摩動物公園の職員が、タンザニアの飼育場にいた推定3歳のオスの子象を日本に連れ帰ることになった。ケニアのモンバサ港から貨物船「平洋丸」で7月9日に日本に向けて旅立ち、シンガポールへ寄港した後、8月7日に横浜港へ入港した。8月9日に多摩動物公園に到着したとき、体重は540キログラムだった。この象の公式名称は公募で「タマオ」に決まったが、平洋丸に乗って来たということで歴代の飼育員たちからは、一生涯「平洋」のアナグラムである「ヨッペイ」という名称で呼ばれていた。
1987年夏頃、19歳になったタマオはオスのゾウにみられる「マスト」と呼ばれる性質が荒くなる時期を迎え、飼育係たちに激しい攻撃を加えるようになった。これを機に、多摩動物公園ではゾウに対する飼育方法を「直接飼育」からゾウに柵越しに接する「間接飼育」に切り替えている。
1990年頃には体重が6トンを超え、順調に成長した。しかし、それまで同園で飼育されていた「アコ」「マコ」という2頭の雌象との相性が悪かったため、1996年2月26日に、姫路セントラルパークから当時の推定年齢14歳のメス「アイ」が、タマオのお嫁さんとして迎えられた。タマオとアイの間には、オスの「パオ」（1998年4月25日 - 2007年7月11日）、メスの「マオ」（2002年6月13日 - ）の2頭の子象が生まれている。
タマオは日本の動物園で飼育されていたアフリカゾウの中でも最も体が大きく、「多摩動物公園のゾウ家族のお父さん」として来園者に親しまれ、これからの繁殖も期待されていた。しかし、2006年8月8日に放飼場で倒れて体を打撲し、治療する間もなく午後2時25分に呼吸停止が確認された。
タマオは、2010年3月13日から6月13日まで国立科学博物館で開催されていた「大哺乳類展 陸のなかまたち」に、骨格標本として再びその姿を見せた。生前の推定体重は約7トンだったが、骨格だけでもその総重量は600キログラムを超えていた。但し、牙だけは重すぎて頭部につけられないため、レプリカが使われていた。